# Montipora setosa
Montipora setosa е вид корал от семейство Acroporidae. Видът е застрашен от изчезване.

## Разпространение и местообитание
Разпространен е в Австралия, Индонезия, Малайзия, Сингапур, Тайланд и Филипини.
Обитава океани и рифове в райони с тропически климат.

## Описание
Популацията на вида е намаляваща.